# صبح راگا
صبح راگا (به انگلیسی: Morning Raga) فیلمی هندی محصول سال ۲۰۰۴ و به کارگردانی ماهش داتانی است. در این فیلم بازیگرانی همچون شبانه اعظمی، پراکاش کوولامودی، پریزاد زورابیان، لیلیت دوبی و نثار ایفای نقش کرده‌اند.